# Antonia (Tochter des Marcus Antonius Orator)
Antonia war eine Tochter des bekannten römischen Redners Marcus Antonius Orator. Ihre Brüder waren Marcus Antonius Creticus (der Vater des Triunvirn Marcus Antonius) sowie Gaius Antonius Hybrida.
Einige Zeit, nachdem Marcus Antonius Orator 100 v. Chr. einen Triumph über die kilikischen Seeräuber hatte feiern dürfen, wurde ausgerechnet seine Tochter Antonia von Piraten aus seiner Villa bei Misenum entführt; sie kam erst gegen die Zahlung eines großen Lösegeldes frei. Ansonsten ist über Antonia nichts bekannt.